# 荔景足球场
荔景足球场（英語：Lai King Soccer Pitch），香港足球場之一，在葵涌荔景丽祖路。行政上归葵青區。设施有硬地球场，以及五人足球场。

## 出面网页
- 官方页面 （页面存档备份，存于）